# 一般職の職員の勤務時間、休暇等に関する法律
一般職の職員の勤務時間、休暇等に関する法律（いっぱんしょくのしょくいんのきんむじかん、きゅうかとうにかんするほうりつ、平成6年6月15日法律第33号）は、一般職の国家公務員の勤務時間、休日および休暇に関する日本の法律である。
国家公務員法（昭和22年法律第120号）2条に規定する一般職に属する国家公務員（別の法律で規定される一部の職員を除く）が対象とされる。
元は「一般職の職員の給与等に関する法律」（昭和25年法律第95号。一般職の職員の給与に関する法律に改題）の一部として規定されていたが、1994年（平成6年）6月15日に独立した法律として公布、同年9月1日に施行された。